# Can Lari
Can Lari és un edifici del municipi de Vilassar de Mar (Maresme) que forma part de l'Inventari del Patrimoni Arquitectònic de Catalunya.

## Descripció
És una torre de principis del segle xx, situada al centre de Vilassar en una zona de cases enjardinades i carrers amples, tradicionalment d'estiueig. Ocupa una superfície de 1427 m2, dels quals 195 m2 corresponen a l'edifici. La resta és un jardí frondós. La casa, que queda aïllada pel jardí que la rodeja, és d'estil colonial.
De planta baixa, un pis i golfes, la façana principal, acabada en forma de frontó pels vessants de la teulada, està dominada per una escala exterior que accedeix al primer pis, des d'on comença i acaba un balcó que rodeja tota la casa. En aquest primer pis, tres de les quatre façanes són galeries de fusta i vidre, i la façana principal és de murs de maó vist i arrebossats de color blanc. La fusta és el material dominant, que s'utilitza en el bigam, en les galeries i baranes. L'arquitecte de la torre és Mateo Cisa.